# تلیبیشو
تلیبیشو (به لاتین: Tlibisho) یک منطقهٔ مسکونی در روسیه است که در آخواخ واقع شده‌است.